# Клисяк, Вальдемар
Вальдемар Станислав Клисяк (пол. Waldemar Stanisław Klisiak; род. 6 мая 1967, Освенцим, ПНР) — польский хоккеист. Игрок сборной Польши по хоккею с шайбой.

## Биография
Родился 6 мая 1967 года в польском городе Освенцим. Воспитанник городского хоккейного клуба «Уния». За клуб дебютировал во второй лиге Польши в сезоне 1986/87. В 1990 году впервые сыграл за сборную Польши в первом дивизионе чемпионата мира по хоккею с шайбой. В 2002 году принимал участие в высшем дивизионе турнира. Всего за карьеру принимал участие еще в восьми розыгрышах турнира. Дважды выступал в квалификации к Олимпийским играм.
На клубном уровне выступал преимущественно в польской лиге. Провёл сезон в чешской экстралиге за команду «Витковице» и в итальянской серии А за «Брунек». Также играл в первой финской лиге за команду «Спорт». Карьеру игрока завершил в возрасте 44 лет в «Унии», последние два сезона которой был капитаном команды.
После завершения карьеры работал в тренерском штабе «Унии» и команды «Напшуд Янув». С 2019 года является спортивным директором освенцимского клуба.